# Ingolstadt
Ingolstadt je mesto na Bavarskem, ki je del Nemčije; nahaja se ob reki Donavi v središču Bavarske. Konec leta 2023 je mesto imelo 142 308 prebivalcev. Sodi v Münchensko metropolitansko regijo, ki zajema več kot 5 milijonov prebivalcev.